# Gran Premio di superbike di Misano Adriatico 2021
Il Gran Premio di superbike di Misano Adriatico 2021 è stato la terza prova del mondiale superbike del 2021. Nello stesso fine settimana si sono corsi la terza prova del campionato mondiale Supersport e la seconda prova del campionato mondiale Supersport 300.
I risultati delle gare hanno visto vincere, per quel che concerne il mondiale Superbike: Michael Ruben Rinaldi in gara 1 ed in gara Superspole e Toprak Razgatlıoğlu in gara 2.
Le gare del mondiale Supersport sono state vinte entrambe da Dominique Aegerter  mentre quelle del mondiale Supersport 300 sono andate a Adrián Huertas in gara 1 e Ana Carrasco in gara 2.

## Superbike gara 1

### Arrivati al traguardo
| Pos. | Nº | Pilota                | Squadra                   | Motocicletta         | Giri | Tempo     | Griglia | Punti |
| ---- | -- | --------------------- | ------------------------- | -------------------- | ---- | --------- | ------- | ----- |
| 1º   | 21 | Michael Ruben Rinaldi | Aruba.it Racing - Ducati  | Ducati Panigale V4 R | 21   | 33'23.457 | 4º      | 25    |
| 2º   | 54 | Toprak Razgatlıoğlu   | Pata Yamaha with Brixx    | Yamaha YZF R1        | 21   | +3.657    | 2º      | 20    |
| 3º   | 1  | Jonathan Rea          | Kawasaki Racing           | Kawasaki ZX-10RR     | 21   | +5.104    | 1º      | 16    |
| 4º   | 45 | Scott Redding         | Aruba.it Racing - Ducati  | Ducati Panigale V4 R | 21   | +10.247   | 3º      | 13    |
| 5º   | 22 | Alex Lowes            | Kawasaki Racing           | Kawasaki ZX-10RR     | 21   | +13.474   | 6º      | 11    |
| 6º   | 19 | Álvaro Bautista       | Team HRC                  | Honda CBR1000 RR-R   | 21   | +14.766   | 9º      | 10    |
| 7º   | 47 | Axel Bassani          | Motocorsa Racing          | Ducati Panigale V4 R | 21   | +15.587   | 8º      | 9     |
| 8º   | 66 | Tom Sykes             | BMW Motorrad              | BMW M 1000 RR        | 21   | +16.694   | 5º      | 8     |
| 9º   | 55 | Andrea Locatelli      | Pata Yamaha with Brixx    | Yamaha YZF R1        | 21   | +23.612   | 11º     | 7     |
| 10º  | 60 | Michael van der Mark  | BMW Motorrad              | BMW M 1000 RR        | 21   | +28.364   | 13º     | 6     |
| 11º  | 44 | Lucas Mahias          | Kawasaki Puccetti Racing  | Kawasaki ZX-10RR     | 21   | +28.699   | 7º      | 5     |
| 12º  | 31 | Garrett Gerloff       | GRT Yamaha                | Yamaha YZF R1        | 21   | +31.757   | 21º     | 4     |
| 13º  | 3  | Kōta Nozane           | GRT Yamaha                | Yamaha YZF R1        | 21   | +35.395   | 14º     | 3     |
| 14º  | 91 | Leon Haslam           | Team HRC                  | Honda CBR1000 RR-R   | 21   | +35.603   | 12º     | 2     |
| 15º  | 53 | Esteve Rabat          | Barni Racing              | Ducati Panigale V4 R | 21   | +38.211   | 16º     | 1     |
| 16º  | 94 | Jonas Folger          | Bonovo MGM Racing         | BMW M 1000 RR        | 21   | +38.372   | 15º     |       |
| 17º  | 32 | Isaac Viñales         | Orelac Racing VerdNatura  | Kawasaki ZX-10RR     | 21   | +47.720   | 17º     |       |
| 18º  | 23 | Christophe Ponsson    | Alstare Yamaha            | Yamaha YZF R1        | 21   | +1'06.736 | 18º     |       |
| 19º  | 76 | Samuele Cavalieri     | TPR Team Pedercini Racing | Kawasaki ZX-10RR     | 21   | +1'11.668 | 19º     |       |
| 20º  | 84 | Loris Cresson         | TPR Team Pedercini Racing | Kawasaki ZX-10RR     | 21   | +1'14.491 | 20º     |       |

### Ritirato
| Nº | Pilota      | Squadra       | Motocicletta         | Giri | Griglia |
| -- | ----------- | ------------- | -------------------- | ---- | ------- |
| 7  | Chaz Davies | Team GoEleven | Ducati Panigale V4 R | 14   | 10º     |

## Superbike gara Superpole

### Arrivati al traguardo
| Pos. | Nº | Pilota                | Squadra                   | Motocicletta         | Giri | Tempo     | Griglia | Punti |
| ---- | -- | --------------------- | ------------------------- | -------------------- | ---- | --------- | ------- | ----- |
| 1º   | 21 | Michael Ruben Rinaldi | Aruba.it Racing - Ducati  | Ducati Panigale V4 R | 10   | 15'50.711 | 4º      | 12    |
| 2º   | 54 | Toprak Razgatlıoğlu   | Pata Yamaha with Brixx    | Yamaha YZF R1        | 10   | +0.485    | 2º      | 9     |
| 3º   | 1  | Jonathan Rea          | Kawasaki Racing           | Kawasaki ZX-10RR     | 10   | +1.865    | 1º      | 7     |
| 4º   | 45 | Scott Redding         | Aruba.it Racing - Ducati  | Ducati Panigale V4 R | 10   | +2.419    | 3º      | 6     |
| 5º   | 22 | Alex Lowes            | Kawasaki Racing           | Kawasaki ZX-10RR     | 10   | +5.671    | 6º      | 5     |
| 6º   | 47 | Axel Bassani          | Motocorsa Racing          | Ducati Panigale V4 R | 10   | +7.448    | 8º      | 4     |
| 7º   | 66 | Tom Sykes             | BMW Motorrad              | BMW M 1000 RR        | 10   | +10.560   | 5º      | 3     |
| 8º   | 31 | Garrett Gerloff       | GRT Yamaha                | Yamaha YZF R1        | 10   | +13.102   | 21º     | 2     |
| 9º   | 55 | Andrea Locatelli      | Pata Yamaha with Brixx    | Yamaha YZF R1        | 10   | +13.110   | 11º     | 1     |
| 10º  | 19 | Álvaro Bautista       | Team HRC                  | Honda CBR1000 RR-R   | 10   | +16.348   | 9º      |       |
| 11º  | 91 | Leon Haslam           | Team HRC                  | Honda CBR1000 RR-R   | 10   | +18.585   | 12º     |       |
| 12º  | 3  | Kōta Nozane           | GRT Yamaha                | Yamaha YZF R1        | 10   | +20.167   | 20º     |       |
| 13º  | 50 | Eugene Laverty        | RC Squadra Corse          | BMW M 1000 RR        | 10   | +20.796   | 22º     |       |
| 14º  | 53 | Esteve Rabat          | Barni Racing              | Ducati Panigale V4 R | 10   | +21.207   | 15º     |       |
| 15º  | 32 | Isaac Viñales         | Orelac Racing VerdNatura  | Kawasaki ZX-10RR     | 10   | +27.728   | 16º     |       |
| 16º  | 23 | Christophe Ponsson    | Alstare Yamaha            | Yamaha YZF R1        | 10   | +30.205   | 17º     |       |
| 17º  | 76 | Samuele Cavalieri     | TPR Team Pedercini Racing | Kawasaki ZX-10RR     | 10   | +35.374   | 18º     |       |
| 18º  | 84 | Loris Cresson         | TPR Team Pedercini Racing | Kawasaki ZX-10RR     | 10   | +35.643   | 19º     |       |
| 19º  | 94 | Jonas Folger          | Bonovo MGM Racing         | BMW M 1000 RR        | 10   | +37.066   | 14º     |       |

### Ritirati
| Nº | Pilota               | Squadra                  | Motocicletta         | Giri | Griglia |
| -- | -------------------- | ------------------------ | -------------------- | ---- | ------- |
| 44 | Lucas Mahias         | Kawasaki Puccetti Racing | Kawasaki ZX-10RR     | 8    | 7º      |
| 60 | Michael van der Mark | BMW Motorrad             | BMW M 1000 RR        | 5    | 13º     |
| 7  | Chaz Davies          | Team GoEleven            | Ducati Panigale V4 R | 0    | 10º     |

## Superbike gara 2

### Arrivati al traguardo
| Pos. | Nº | Pilota                | Squadra                   | Motocicletta         | Giri | Tempo     | Griglia | Punti |
| ---- | -- | --------------------- | ------------------------- | -------------------- | ---- | --------- | ------- | ----- |
| 1º   | 54 | Toprak Razgatlıoğlu   | Pata Yamaha with Brixx    | Yamaha YZF R1        | 21   | 33'24.487 | 2º      | 25    |
| 2º   | 21 | Michael Ruben Rinaldi | Aruba.it Racing - Ducati  | Ducati Panigale V4 R | 21   | +1.286    | 1º      | 20    |
| 3º   | 1  | Jonathan Rea          | Kawasaki Racing           | Kawasaki ZX-10RR     | 21   | +2.987    | 3º      | 16    |
| 4º   | 45 | Scott Redding         | Aruba.it Racing - Ducati  | Ducati Panigale V4 R | 21   | +9.102    | 4º      | 13    |
| 5º   | 31 | Garrett Gerloff       | GRT Yamaha                | Yamaha YZF R1        | 21   | +10.695   | 8º      | 11    |
| 6º   | 22 | Alex Lowes            | Kawasaki Racing           | Kawasaki ZX-10RR     | 21   | +13.117   | 5º      | 10    |
| 7º   | 47 | Axel Bassani          | Motocorsa Racing          | Ducati Panigale V4 R | 21   | +17.621   | 6º      | 9     |
| 8º   | 19 | Álvaro Bautista       | Team HRC                  | Honda CBR1000 RR-R   | 21   | +17.893   | 11º     | 8     |
| 9º   | 55 | Andrea Locatelli      | Pata Yamaha with Brixx    | Yamaha YZF R1        | 21   | +22.458   | 9º      | 7     |
| 10º  | 60 | Michael van der Mark  | BMW Motorrad              | BMW M 1000 RR        | 21   | +25.118   | 14º     | 6     |
| 11º  | 44 | Lucas Mahias          | Kawasaki Puccetti Racing  | Kawasaki ZX-10RR     | 21   | +27.107   | 10º     | 5     |
| 12º  | 66 | Tom Sykes             | BMW Motorrad              | BMW M 1000 RR        | 21   | +28.353   | 7º      | 4     |
| 13º  | 3  | Kōta Nozane           | GRT Yamaha                | Yamaha YZF R1        | 21   | +33.391   | 15º     | 3     |
| 14º  | 53 | Esteve Rabat          | Barni Racing              | Ducati Panigale V4 R | 21   | +38.817   | 17º     | 2     |
| 15º  | 50 | Eugene Laverty        | RC Squadra Corse          | BMW M 1000 RR        | 21   | +41.262   | 22º     | 1     |
| 16º  | 94 | Jonas Folger          | Bonovo MGM Racing         | BMW M 1000 RR        | 21   | +43.046   | 16º     |       |
| 17º  | 32 | Isaac Viñales         | Orelac Racing VerdNatura  | Kawasaki ZX-10RR     | 21   | +53.844   | 18º     |       |
| 18º  | 23 | Christophe Ponsson    | Alstare Yamaha            | Yamaha YZF R1        | 21   | +1'00.109 | 19º     |       |
| 19º  | 76 | Samuele Cavalieri     | TPR Team Pedercini Racing | Kawasaki ZX-10RR     | 21   | +1'11.934 | 20º     |       |
| 20º  | 84 | Loris Cresson         | TPR Team Pedercini Racing | Kawasaki ZX-10RR     | 21   | +1'23.648 | 21º     |       |

### Ritirati
| Nº | Pilota      | Squadra       | Motocicletta         | Giri | Griglia |
| -- | ----------- | ------------- | -------------------- | ---- | ------- |
| 7  | Chaz Davies | Team GoEleven | Ducati Panigale V4 R | 4    | 12º     |
| 91 | Leon Haslam | Team HRC      | Honda CBR1000 RR-R   | 3    | 13º     |

## Supersport gara 1

### Arrivati al traguardo
| Pos. | Nº | Pilota                | Squadra                  | Motocicletta     | Giri | Tempo     | Griglia | Punti |
| ---- | -- | --------------------- | ------------------------ | ---------------- | ---- | --------- | ------- | ----- |
| 1º   | 77 | Dominique Aegerter    | Ten Kate Racing Yamaha   | Yamaha YZF R6    | 18   | 29'50.011 | 1º      | 25    |
| 2º   | 29 | Luca Bernardi         | CM Racing                | Yamaha YZF R6    | 18   | +1.064    | 2º      | 20    |
| 3º   | 4  | Steven Odendaal       | Evan Bros. Yamaha        | Yamaha YZF R6    | 18   | +1.389    | 6º      | 16    |
| 4º   | 16 | Jules Cluzel          | GMT94 Yamaha             | Yamaha YZF R6    | 18   | +5.040    | 4º      | 13    |
| 5º   | 81 | Manuel González       | Yamaha ParkinGo          | Yamaha YZF R6    | 18   | +5.071    | 3º      | 11    |
| 6º   | 5  | Philipp Öttl          | Kawasaki Puccetti Racing | Kawasaki ZX-6R   | 18   | +10.283   | 7º      | 10    |
| 7º   | 21 | Randy Krummenacher    | EAB Racing               | Yamaha YZF R6    | 18   | +10.438   | 8º      | 9     |
| 8º   | 61 | Can Öncü              | Kawasaki Puccetti Racing | Kawasaki ZX-6R   | 18   | +10.728   | 9º      | 8     |
| 9º   | 66 | Niki Tuuli            | MV Agusta Corse Clienti  | MV Agusta F3 675 | 18   | +11.547   | 15º     | 7     |
| 10º  | 12 | Filippo Fuligni       | D34G Racing              | Yamaha YZF R6    | 18   | +14.532   | 12º     | 6     |
| 11º  | 93 | Roberto Mercandelli   | Rosso e Nero             | Yamaha YZF R6    | 18   | +15.182   | 14º     | 5     |
| 12º  | 34 | Kevin Manfredi        | Altogo Racing            | Yamaha YZF R6    | 18   | +26.375   | 22º     | 4     |
| 13º  | 55 | Galang Hendra Pratama | Ten Kate Racing Yamaha   | Yamaha YZF R6    | 18   | +28.031   | 25º     | 3     |
| 14º  | 95 | Vertti Takala         | Kallio Racing            | Yamaha YZF R6    | 18   | +29.342   | 28º     | 2     |
| 15º  | 24 | Leonardo Taccini      | Orelac Racing VerdNatura | Kawasaki ZX-6R   | 18   | +31.438   | 29º     | 1     |
| 16º  | 70 | Marc Alcoba           | Yamaha MS Racing         | Yamaha YZF R6    | 18   | +33.331   | 21º     |       |
| 17º  | 2  | Luigi Montella        | Chiodo Moto Racing       | Yamaha YZF R6    | 18   | +37.412   | 26º     |       |
| 18º  | 11 | Luca Ottaviani        | RM Racing                | Kawasaki ZX-6R   | 18   | +37.965   | 24º     |       |
| 19º  | 42 | Stéphane Frossard     | Moto Team Jura Vitesse   | Yamaha YZF R6    | 18   | +40.576   | 31º     |       |
| 20º  | 63 | Davide Stirpe         | Extreme Racing Service   | MV Agusta F3 675 | 18   | +40.845   | 23º     |       |
| 21º  | 80 | Armando Pontone       | Bike e Motor Racing      | Yamaha YZF R6    | 18   | +41.632   | 30º     |       |
| 22º  | 15 | Eugene James McManus  | WRP Wepol Racing         | Yamaha YZF R6    | 18   | +1'05.227 | 32º     |       |
| 23º  | 22 | Federico Fuligni      | VFT Racing               | Yamaha YZF R6    | 14   | +4 giri   | 13º     |       |

### Ritirati
| Nº | Pilota              | Squadra                            | Motocicletta   | Giri | Griglia |
| -- | ------------------- | ---------------------------------- | -------------- | ---- | ------- |
| 6  | María Herrera       | Biblion Iberica Yamaha Motoxracing | Yamaha YZF R6  | 17   | 20º     |
| 84 | Michel Fabrizio     | G.A.P. Motozoo Racing by Puccetti  | Kawasaki ZX-6R | 12   | 27º     |
| 94 | Federico Caricasulo | GMT94 Yamaha                       | Yamaha YZF R6  | 8    | 11º     |
| 3  | Raffaele De Rosa    | Orelac Racing VerdNatura           | Kawasaki ZX-6R | 7    | 10º     |
| 38 | Hannes Soomer       | Kallio Racing                      | Yamaha YZF R6  | 5    | 5º      |
| 88 | Matteo Patacca      | Bike e Motor Racing                | Yamaha YZF R6  | 4    | 19º     |
| 71 | Christoffer Bergman | Wojcik Racing                      | Yamaha YZF R6  | 4    | 18º     |
| 27 | Massimo Roccoli     | Promodriver Organization           | Yamaha YZF R6  | 3    | 16º     |
| 45 | Shogo Kawasaki      | G.A.P. Motozoo Racing by Puccetti  | Kawasaki ZX-6R | 1    | 33º     |
| 23 | Davide Pizzoli      | VFT Racing                         | Yamaha YZF R6  | 0    | 17º     |

## Supersport gara 2

### Arrivati al traguardo
| Pos. | Nº | Pilota                | Squadra                           | Motocicletta     | Giri | Tempo     | Griglia | Punti |
| ---- | -- | --------------------- | --------------------------------- | ---------------- | ---- | --------- | ------- | ----- |
| 1º   | 77 | Dominique Aegerter    | Ten Kate Racing Yamaha            | Yamaha YZF R6    | 12   | 19'54.701 | 3º      | 25    |
| 2º   | 29 | Luca Bernardi         | CM Racing                         | Yamaha YZF R6    | 12   | +0.807    | 5º      | 20    |
| 3º   | 16 | Jules Cluzel          | GMT94 Yamaha                      | Yamaha YZF R6    | 12   | +0.926    | 2º      | 16    |
| 4º   | 81 | Manuel González       | Yamaha ParkinGo                   | Yamaha YZF R6    | 12   | +2.051    | 4º      | 13    |
| 5º   | 4  | Steven Odendaal       | Evan Bros. Yamaha                 | Yamaha YZF R6    | 12   | +2.818    | 1º      | 11    |
| 6º   | 5  | Philipp Öttl          | Kawasaki Puccetti Racing          | Kawasaki ZX-6R   | 12   | +4.983    | 8º      | 10    |
| 7º   | 3  | Raffaele De Rosa      | Orelac Racing VerdNatura          | Kawasaki ZX-6R   | 12   | +5.243    | 6º      | 9     |
| 8º   | 70 | Marc Alcoba           | Yamaha MS Racing                  | Yamaha YZF R6    | 12   | +5.919    | 11º     | 8     |
| 9º   | 94 | Federico Caricasulo   | GMT94 Yamaha                      | Yamaha YZF R6    | 12   | +7.623    | 7º      | 7     |
| 10º  | 38 | Hannes Soomer         | Kallio Racing                     | Yamaha YZF R6    | 12   | +11.577   | 10º     | 6     |
| 11º  | 71 | Christoffer Bergman   | Wojcik Racing                     | Yamaha YZF R6    | 12   | +14.653   | 16º     | 5     |
| 12º  | 27 | Massimo Roccoli       | Promodriver Organization          | Yamaha YZF R6    | 12   | +16.224   | 13º     | 4     |
| 13º  | 88 | Matteo Patacca        | Bike e Motor Racing               | Yamaha YZF R6    | 12   | +19.023   | 14º     | 3     |
| 14º  | 55 | Galang Hendra Pratama | Ten Kate Racing Yamaha            | Yamaha YZF R6    | 12   | +20.568   | 17º     | 2     |
| 15º  | 11 | Luca Ottaviani        | RM Racing                         | Kawasaki ZX-6R   | 12   | +22.539   | 18º     | 1     |
| 16º  | 63 | Davide Stirpe         | Extreme Racing Service            | MV Agusta F3 675 | 12   | +26.312   | 19º     |       |
| 17º  | 80 | Armando Pontone       | Bike e Motor Racing               | Yamaha YZF R6    | 12   | +27.017   | 21º     |       |
| 18º  | 23 | Davide Pizzoli        | VFT Racing                        | Yamaha YZF R6    | 12   | +28.206   | 24º     |       |
| 19º  | 24 | Leonardo Taccini      | Orelac Racing VerdNatura          | Kawasaki ZX-6R   | 12   | +39.645   | 23º     |       |
| 20º  | 15 | Eugene James McManus  | WRP Wepol Racing                  | Yamaha YZF R6    | 12   | +39.768   | 25º     |       |
| 21º  | 22 | Federico Fuligni      | VFT Racing                        | Yamaha YZF R6    | 12   | +40.887   | 12º     |       |
| 22º  | 45 | Shogo Kawasaki        | G.A.P. Motozoo Racing by Puccetti | Kawasaki ZX-6R   | 12   | +1'02.282 | 26º     |       |

### Ritirati
| Nº | Pilota             | Squadra                           | Motocicletta   | Giri | Griglia |
| -- | ------------------ | --------------------------------- | -------------- | ---- | ------- |
| 84 | Michel Fabrizio    | G.A.P. Motozoo Racing by Puccetti | Kawasaki ZX-6R | 9    | 20º     |
| 21 | Randy Krummenacher | EAB Racing                        | Yamaha YZF R6  | 5    | 9º      |
| 2  | Luigi Montella     | Chiodo Moto Racing                | Yamaha YZF R6  | 3    | 15º     |
| 95 | Vertti Takala      | Kallio Racing                     | Yamaha YZF R6  | 1    | 22º     |

## Supersport 300 gara 1

### Arrivati al traguardo
| Pos. | Nº | Pilota                 | Squadra                                  | Motocicletta       | Giri | Tempo     | Griglia | Punti |
| ---- | -- | ---------------------- | ---------------------------------------- | ------------------ | ---- | --------- | ------- | ----- |
| 1º   | 99 | Adrián Huertas         | MTM Kawasaki                             | Kawasaki Ninja 400 | 15   | 27'53.008 | 6º      | 25    |
| 2º   | 69 | Tom Booth-Amos         | Fusport - Rt Motorsports by SKM Kawasaki | Kawasaki Ninja 400 | 15   | +0.186    | 7º      | 20    |
| 3º   | 64 | Hugo De Cancellis      | Prodina Team                             | Kawasaki Ninja 400 | 15   | +0.230    | 4º      | 16    |
| 4º   | 61 | Yuta Okaya             | MTM Kawasaki                             | Kawasaki Ninja 400 | 15   | +1.867    | 13º     | 13    |
| 5º   | 83 | Meikon Kawakami        | AD78 Team Brasil by MS Racing            | Yamaha YZF-R3      | 15   | +1.950    | 20º     | 11    |
| 6º   | 26 | Mirko Gennai           | Brcorse                                  | Yamaha YZF-R3      | 15   | +2.078    | 29º     | 10    |
| 7º   | 21 | Vicente Pérez          | Machado Came                             | Yamaha YZF-R3      | 15   | +2.447    | 3º      | 9     |
| 8º   | 8  | Bruno Ieraci           | Machado Came                             | Yamaha YZF-R3      | 15   | +2.601    | 18º     | 8     |
| 9º   | 97 | Filippo Palazzi        | ProGP Racing                             | Yamaha YZF-R3      | 15   | +2.631    | 28º     | 7     |
| 10º  | 19 | Víctor Rodríguez       | Accolade Smrz Racing                     | Kawasaki Ninja 400 | 15   | +2.684    | 26º     | 6     |
| 11º  | 17 | Koen Meuffels          | MTM Kawasaki                             | Kawasaki Ninja 400 | 15   | +2.727    | 5º      | 5     |
| 12º  | 87 | Eliton Gohara Kawakami | AD78 Team Brasil by MS Racing            | Yamaha YZF-R3      | 15   | +2.967    | 8º      | 4     |
| 13º  | 41 | Marc García            | 2R Racing                                | Kawasaki Ninja 400 | 15   | +3.220    | 16º     | 3     |
| 14º  | 72 | Victor Steeman         | Freudenberg KTM                          | KTM RC 390 R       | 15   | +3.479    | 9º      | 2     |
| 15º  | 11 | Ana Carrasco           | Kawasaki Provec                          | Kawasaki Ninja 400 | 15   | +3.481    | 14º     | 1     |
| 16º  | 20 | Dorren Loureiro        | Fusport - Rt Motorsports by SKM Kawasaki | Kawasaki Ninja 400 | 15   | +3.596    | 10º     |       |
| 17º  | 48 | Thomas Brianti         | Prodina Team                             | Kawasaki Ninja 400 | 15   | +4.071    | 17º     |       |
| 18º  | 58 | Iñigo Iglesias         | SMW Racing                               | Kawasaki Ninja 400 | 15   | +9.845    | 22º     |       |
| 19º  | 93 | Marco Gaggi            | Biblion Yamaha Motoxracing               | Yamaha YZF-R3      | 15   | +9.927    | 15º     |       |
| 20º  | 77 | Ruben Bijman           | Machado Came                             | Yamaha YZF-R3      | 15   | +9.930    | 25º     |       |
| 21º  | 85 | Kevin Sabatucci        | Vinales Racing                           | Yamaha YZF-R3      | 15   | +11.183   | 35º     |       |
| 22º  | 59 | Alessandro Zanca       | Kawasaki GP Project                      | Kawasaki Ninja 400 | 15   | +17.082   | 23º     |       |
| 23º  | 7  | Johan Gimbert          | TPR Team Pedercini Racing                | Kawasaki Ninja 400 | 15   | +19.387   | 36º     |       |
| 24º  | 52 | Oliver König           | Movisio by MIE                           | Kawasaki Ninja 400 | 15   | +21.920   | 34º     |       |
| 25º  | 25 | Dean Berta             | Vinales Racing                           | Yamaha YZF-R3      | 15   | +26.536   | 33º     |       |
| 26º  | 55 | Antonio Frappola       | Chiodo Moto Racing                       | Kawasaki Ninja 400 | 15   | +27.608   | 31º     |       |
| 27º  | 2  | Alejandro Carrión      | Kawasaki GP Project                      | Kawasaki Ninja 400 | 15   | +28.495   | 24º     |       |
| 28º  | 1  | Jeffrey Buis           | MTM Kawasaki                             | Kawasaki Ninja 400 | 15   | +37.668   | 21º     |       |
| 29º  | 27 | Alejandro Díez         | Kawasaki GP Project                      | Kawasaki Ninja 400 | 15   | +40.576   | 37º     |       |
| 30º  | 18 | Indy Offer             | SMW Racing                               | Kawasaki Ninja 400 | 15   | +44.926   | 39º     |       |
| 31º  | 14 | James McManus          | Team#109 Kawasaki                        | Kawasaki Ninja 400 | 15   | +46.027   | 38º     |       |
| 32º  | 70 | Miguel Duarte          | Yamaha MS Racing                         | Yamaha YZF-R3      | 15   | +1'02.079 | 42º     |       |
| 33º  | 9  | Isis Carreño           | Gp3 By Pa.Sa.Ma.                         | Kawasaki Ninja 400 | 15   | +1'12.312 | 41º     |       |

### Ritirati
| Nº | Pilota              | Squadra                    | Motocicletta       | Giri | Griglia |
| -- | ------------------- | -------------------------- | ------------------ | ---- | ------- |
| 53 | Petr Svoboda        | WRP Wepol Racing           | Yamaha YZF-R3      | 14   | 30º     |
| 10 | Unai Orradre        | Yamaha MS Racing           | Yamaha YZF-R3      | 10   | 12º     |
| 22 | Joel Romero         | SMW Racing                 | Kawasaki Ninja 400 | 10   | 40º     |
| 46 | Samuel Di Sora      | Leader Team Flembbo        | Kawasaki Ninja 400 | 6    | 19º     |
| 80 | Gabriele Mastroluca | ProGP Racing               | Yamaha YZF-R3      | 5    | 11º     |
| 73 | José Pérez González | Accolade Smrz Racing       | Kawasaki Ninja 400 | 5    | 2º      |
| 23 | Sylvain Markarian   | Leader Team Flembbo        | Kawasaki Ninja 400 | 5    | 27º     |
| 15 | Alfonso Coppola     | Team Trasimeno             | Yamaha YZF-R3      | 3    | 32º     |
| 54 | Bahattin Sofuoğlu   | Biblion Yamaha Motoxracing | Yamaha YZF-R3      | 2    | 1º      |

## Supersport 300 gara 2

### Arrivati al traguardo
| Pos. | Nº | Pilota              | Squadra                         | Motocicletta       | Giri | Tempo     | Griglia | Punti |
| ---- | -- | ------------------- | ------------------------------- | ------------------ | ---- | --------- | ------- | ----- |
| 1º   | 11 | Ana Carrasco        | Kawasaki Provec                 | Kawasaki Ninja 400 | 15   | 28'01.868 | 14º     | 25    |
| 2º   | 83 | Meikon Kawakami     | AD78 Team Brasil by MS Racing   | Yamaha YZF-R3      | 15   | +0.232    | 20º     | 20    |
| 3º   | 46 | Samuel Di Sora      | Leader Team Flembbo             | Kawasaki Ninja 400 | 15   | +0.903    | 19º     | 16    |
| 4º   | 80 | Gabriele Mastroluca | ProGP Racing                    | Yamaha YZF-R3      | 15   | +0.968    | 11º     | 13    |
| 5º   | 20 | Dorren Loureiro     | Fusport - Rt Motorsports by SKM | Kawasaki Ninja 400 | 15   | +1.133    | 10º     | 11    |
| 6º   | 54 | Bahattin Sofuoğlu   | Biblion Yamaha Motoxracing      | Yamaha YZF-R3      | 15   | +1.383    | 1º      | 10    |
| 7º   | 1  | Jeffrey Buis        | MTM Kawasaki                    | Kawasaki Ninja 400 | 15   | +2.416    | 21º     | 9     |
| 8º   | 52 | Oliver König        | Movisio by MIE                  | Kawasaki Ninja 400 | 15   | +2.459    | 33º     | 8     |
| 9º   | 72 | Victor Steeman      | Freudenberg KTM                 | KTM RC 390 R       | 15   | +3.861    | 9º      | 7     |
| 10º  | 99 | Adrián Huertas      | MTM Kawasaki                    | Kawasaki Ninja 400 | 15   | +4.090    | 6º      | 6     |
| 11º  | 73 | José Pérez González | Accolade Smrz Racing            | Kawasaki Ninja 400 | 15   | +4.267    | 2º      | 5     |
| 12º  | 17 | Koen Meuffels       | MTM Kawasaki                    | Kawasaki Ninja 400 | 15   | +4.994    | 5º      | 4     |
| 13º  | 97 | Filippo Palazzi     | ProGP Racing                    | Yamaha YZF-R3      | 15   | +4.996    | 28º     | 3     |
| 14º  | 48 | Thomas Brianti      | Prodina Team                    | Kawasaki Ninja 400 | 15   | +5.283    | 17º     | 2     |
| 15º  | 77 | Ruben Bijman        | Machado Came                    | Yamaha YZF-R3      | 15   | +5.406    | 25º     | 1     |
| 16º  | 59 | Alessandro Zanca    | Kawasaki GP Project             | Kawasaki Ninja 400 | 15   | +5.776    | 23º     |       |
| 17º  | 69 | Tom Booth-Amos      | Fusport - Rt Motorsports by SKM | Kawasaki Ninja 400 | 15   | +17.311   | 7º      |       |
| 18º  | 23 | Sylvain Markarian   | Leader Team Flembbo             | Kawasaki Ninja 400 | 15   | +22.088   | 27º     |       |
| 19º  | 53 | Petr Svoboda        | WRP Wepol Racing                | Yamaha YZF-R3      | 15   | +22.123   | 30º     |       |
| 20º  | 25 | Dean Berta          | Vinales Racing                  | Yamaha YZF-R3      | 15   | +22.220   | 32º     |       |
| 21º  | 55 | Antonio Frappola    | Chiodo Moto Racing              | Kawasaki Ninja 400 | 15   | +22.892   | 31º     |       |
| 22º  | 10 | Unai Orradre        | Yamaha MS Racing                | Yamaha YZF-R3      | 15   | +36.085   | 12º     |       |
| 23º  | 70 | Miguel Duarte       | Yamaha MS Racing                | Yamaha YZF-R3      | 15   | +1'00.197 | 40º     |       |
| 24º  | 26 | Mirko Gennai        | Brcorse                         | Yamaha YZF-R3      | 15   | +1'03.911 | 29º     |       |
| 25º  | 14 | James McManus       | Team#109 Kawasaki               | Kawasaki Ninja 400 | 13   | +2 giri   | 37º     |       |

### Ritirati
| Nº | Pilota                 | Squadra                       | Motocicletta       | Giri | Griglia |
| -- | ---------------------- | ----------------------------- | ------------------ | ---- | ------- |
| 64 | Hugo De Cancellis      | Prodina Team                  | Kawasaki Ninja 400 | 14   | 4º      |
| 61 | Yuta Okaya             | MTM Kawasaki                  | Kawasaki Ninja 400 | 14   | 13º     |
| 19 | Víctor Rodríguez       | Accolade Smrz Racing          | Kawasaki Ninja 400 | 14   | 26º     |
| 2  | Alejandro Carrión      | Kawasaki GP Project           | Kawasaki Ninja 400 | 10   | 24º     |
| 21 | Vicente Pérez          | Machado Came                  | Yamaha YZF-R3      | 9    | 3º      |
| 58 | Iñigo Iglesias         | SMW Racing                    | Kawasaki Ninja 400 | 9    | 22º     |
| 93 | Marco Gaggi            | Biblion Yamaha Motoxracing    | Yamaha YZF-R3      | 8    | 15º     |
| 41 | Marc García            | 2R Racing                     | Kawasaki Ninja 400 | 2    | 16º     |
| 87 | Eliton Gohara Kawakami | AD78 Team Brasil by MS Racing | Yamaha YZF-R3      | 1    | 8º      |
| 8  | Bruno Ieraci           | Machado Came                  | Yamaha YZF-R3      | 0    | 18º     |
| 85 | Kevin Sabatucci        | Vinales Racing                | Yamaha YZF-R3      | 0    | 34º     |
| 27 | Alejandro Díez         | Kawasaki GP Project           | Kawasaki Ninja 400 | 0    | 36º     |
| 7  | Johan Gimbert          | TPR Team Pedercini Racing     | Kawasaki Ninja 400 | 0    | 35º     |
| 22 | Joel Romero            | SMW Racing                    | Kawasaki Ninja 400 | 0    | 38º     |
| 9  | Isis Carreño           | Gp3 By Pa.Sa.Ma.              | Kawasaki Ninja 400 | 0    | 39º     |